# Halve marathon van Egmond 2004
De halve marathon van Egmond 2004 vond plaats op zondag 11 januari 2004. Het was de 32e editie van de halve marathon van Egmond. De wedstrijd had dit jaar in totaal 12.400 inschrijvingen. De wedstrijd bij de mannen werd gewonnen door de Keniaan William Kipsang die met een tijd van 1:04.51 zijn landgenoot Luke Kibet slechts drie seconden voor bleef. Bij de dames streek hun landgenote Jane Ekimat met de hoogste eer. 

## Uitslagen

### Mannen
| pos. | atleet             | land       | tijd    |
| ---- | ------------------ | ---------- | ------- |
| 1    | William Kipsang    | Kenia      | 1:04.51 |
| 2    | Luke Kibet         | Kenia      | 1:04.54 |
| 3    | Francis Kibiwott   | Kenia      | 1:04.58 |
| 4    | Hugo van den Broek | Nederland  | 1:06.10 |
| 5    | Marco Gielen       | Nederland  | 1:06.30 |
| 6    | Jeroen van Damme   | Nederland  | 1:07.08 |
| 7    | Girma Tolla        | Ethiopië   | 1:08.26 |
| 8    | Greg van Hest      | Nederland  | 1:08.28 |
| 9    | Koen Raymaekers    | Nederland  | 1:09.14 |
| 10   | Christian Olsen    | Denemarken | 1:09.29 |

### Vrouwen
| pos. | atlete           | land      | tijd    |
| ---- | ---------------- | --------- | ------- |
| 1    | Jane Ekimat      | Kenia     | 1:17.41 |
| 2    | Petra Kamínková  | Tsjechië  | 1:17.43 |
| 3    | Hilda Kibet      | Kenia     | 1:17.46 |
| 4    | Nadja Wijenberg  | Nederland | 1:18.17 |
| 5    | Selma Borst      | Nederland | 1:19.36 |
| 6    | Irma Heeren      | Nederland | 1:20.04 |
| 7    | Kristijna Loonen | Nederland | 1:20.52 |
| 8    | Barbara Zutt     | Tsjechië  | 1:21.02 |
| 9    | Jana Biolkova    | Nederland | 1:21.09 |
| 10   | Sandra ter Horst | Nederland | 1:21.20 |

1973 ·
1974 ·
1975 ·
1976 ·
1977 ·
1978 ·
1979 ·
1980 ·
1981 ·
1982 ·
1983 ·
1984 ·
1985 ·
1986 ·
1987 ·
1988 ·
1989 ·
1990 ·
1991 ·
1992 ·
1993 ·
1994 ·
1995 ·
1996 ·
1997 ·
1998 ·
1999 ·
2000 ·
2001 ·
2002 ·
2003 ·
2004 ·
2005 ·
2006 ·
2007 ·
2008 ·
2009 ·
2010 ·
2011 ·
2012 ·
2013 ·
2014 ·
2015 ·
2016 ·
2017 ·
2018 ·
2019 ·
2020 ·
2021 ·
2022 ·
2023 ·
2024 ·
2025